# Grohot (Románia)
Grohot' település Romániában, Hunyad megyében. Közigazgatásilag  Felsőbulzesd községhez tartozik.

## Fekvése
A községközpont Felsőbulzesdtől csak szekérúton közelíthető meg. Alsóbulzesd irányából a DC6-os községi út, Ribice irányából a DC9-es községi út vezet ide.

## Népessége
1850-től a népesség alábbiak szerint alakult:
| Lakosok száma | 464  | 544  | 561  | 529  | 299  | 123  | 67   | 50   | 25   | 17   |
|               | 1850 | 1880 | 1900 | 1920 | 1941 | 1977 | 1992 | 2002 | 2011 | 2021 |

2012-ben már csak egyetlen, 73 éves lakosa volt.

## Látnivalók
- A grohoti sziklahíd természetes képződmény, amely egy barlang beomlása során keletkezett.[5]
- Szent Mihály és Gábriel arkangyaloknak szentelt fatemploma(wd) 1852-ben épült.[6]